# Polyura marginalis
Polyura marginalis är en fjärilsart som beskrevs av Rothschild 1899. Polyura marginalis ingår i släktet Polyura och familjen praktfjärilar. Inga underarter finns listade i Catalogue of Life.